# Sulżyce
Sulżyce (biał. Сульжычы; ros. Сульжичи) – wieś na Białorusi, w obwodzie mińskim, w rejonie wołożyńskim, w sielsowiecie Pierszaje.

## Historia
W czasach zaborów w okręgu wiejskim Starynki, w gminie Hermaniszki, w powiecie wilejskim, w guberni wileńskiej Imperium Rosyjskiego. W 1866 roku liczyła 68 mieszkańców (20 dusz rewizyjnych) i 9 domów. Należała do dóbr Starynki, własność Kowzanów.
W latach 1921–1945 wieś leżała w Polsce, w województwie wileńskim, w powiecie wilejskim, od 1927 roku w powiecie mołodeczańskim, w gminie Gródek.
Według Powszechnego Spisu Ludności z 1921 roku zamieszkiwało tu 77 osób, 13 było wyznania rzymskokatolickiego a 64 prawosławnego. Jednocześnie wszyscy mieszkańcy zadeklarowali polską przynależność narodową. Było tu 17 budynków mieszkalnych. W 1931 w 18 domach zamieszkiwało 95 osób.
Wierni należeli do parafii rzymskokatolickiej w Rakowie i parafii prawosławnej w Kijowcu. Miejscowość podlegała pod Sąd Grodzki w Rakowie i Okręgowy w Wilnie; właściwy urząd pocztowy mieścił się w Gródku.
W wyniku napaści ZSRR na Polskę we wrześniu 1939 miejscowość znalazła się pod okupacją sowiecką. 2 listopada została włączona do Białoruskiej SRR. Od czerwca 1941 roku pod okupacją niemiecką. W 1944 miejscowość została ponownie zajęta przez wojska sowieckie i włączona do Białoruskiej SRR.
Od 1991 w składzie niepodległej Białorusi.
Do 2013 roku w sielsowiecie Jarszewicze